# Městský dům čp. 11 (Vidnava)
Městský dům č. p. 11 je řadový dům na Mírovém náměstí v sousedství domu č. p. 10 a domu č. p. 12 ve Vidnavě v okrese Jeseník. Byl zapsán do seznamu kulturních památek ČR před rokem 1988 a je součástí městské památkové zóny Vidnava.

## Historie
Významný urbanistický rozvoj města probíhal na přelomu 15. a 16. století; vyvrcholil v roce 1551 výstavbou renesanční radnice. Další vliv na renesanční přestavbu města měl požár v roce 1574. V období třicetileté války město v roce 1632 vyhořelo a znovu se obnovovalo. Další přestavby v podobě dolnoslezského baroka přišly po požáru části města v roce 1713. Rozvoj plátenictví znamenal rozvoj výstavby po skončení sedmileté války. V třicátých letech 19. století byla zbourána převážná část hradeb i obě městské brány. Podle mapy stabilního katastru lze zaznamenat růst města, jehož vrcholem je rok 1850, kdy se soudním okresem stal Jeseník. Ve Vidnavě pak byly nejvýznamnějšími stavbami nová radnice (1867), gymnázium (1871), škola (1887) s kaplí (1898) a filiálním domem (1914) boromejek, kostel svatého Františka z Assisi (1897) nebo stavba železnice (1897). V období první republiky začala Vidnava upadat. V druhé polovině 20. století byla řada cenných měšťanských domů zbořena nebo zcela přestavěna. Místo nich tam byly postaveny panelové domy. V roce 1992 bylo po vyhlášení památkové zóny městské historické jádro konsolidováno.
Mezi domy památkové zóny patří řadový dům na Mírovém náměstí čp. 11, který byl postaven v první třetině 19. století na středověkém jádře a mnohokrát upravován.

## Popis
Měšťanský dům je řadová dvoupatrová pětiosá zděná podsklepená stavba s atikovým patrem, krytá dvěma sedlovými střechami. Empírové průčelí je omítnuto hladkou omítkou. Je členěno kordonovou římsou a ukončeno korunní římsou nad ní navazuje atikové patro. V přízemí v ose je prolomen vchod zakončený stlačeným obloukem je rámován pilastry, které nesou trojúhelníkový tympanon s číslem popisným. Vlevo jsou dvě pravoúhlá okna v rámech, vpravo je výkladní okno a v krajní ose pravoúhlý vstup v dřevěném ostění. První a druhé patro je členěno pilastry, které jsou zakončené římskou hlavicí a na nich je posazena korunní římsa se štukovým zubořezem. Okna v patrech mají parapet, okna prvního patra mají nadokenní římsu. V atikovém patře jsou pravoúhlá okna. Fasáda má světle modrou barvu, architektonické prvky jsou bílé barvy. Vstupní chodba má segmentovou valenou klenbu, ostatní místnosti většinou mají plochý strop.